# Эстрада Моралес, Хуан Хосе
Хуан Хосе Эстрада Моралес (1 января 1872, Манагуа — 11 июля 1967, там же) — никарагуанский военный, государственный и политический деятель. Президент Никарагуа (1910—1911). Генерал.

## Биография
Родился в семье ремесленника-сторонника либеральной идеологии, в которой родились четыре будущих военачальника, полковник и три генерала, которые стали выдающимися деятелями в истории Никарагуа: Хосе Долорес Эстрада Моралес, Аурелио, Иринео и он. Три его брата были мэрами Манагуа : Иринео — в 1899 году, Хосе Долорес — в 1901 году и Аурелио — в 1903 году.
Член Консервативной партии Никарагуа. В 1909 году поддержанный Соединенными Штатами поднял вооруженное контрреволюционное восстание против либерального правительства Хосе́ Са́нтоса Села́я Ло́песа, ушедшего в отставку 21 декабря 1909 г.
10 октября 1909 года издал прокламацию, в которой заявил, что временно принимает на себя должность президента Республики и обвинил Селаю в растрате государственных средств и незаконном обогащении. Никарагуанские эмигранты из Центральной Америки присоединились к вооруженному восстанию. Соединенные Штаты как основной поставщик оружия и ресурсов отправили два военных корабля в порт Блуфилдс, чтобы помочь повстанцам в сложившейся ситуации.
В августе 1910 года после смены нестабильного либерального правительства Хосе Мадриса Родригеса, и. о. президентом на 7 дней стал его брат Хосе Долорес Эстрада Моралес.
30 августа 1910 года возглавил консервативное правительство, поддержанное Соединенными Штатами. Во время и после его правления в течение более 15 лет, морские пехотинцы США находились на территории Никарагуа.
В мае 1911 г. был отстранён от власти его консервативными союзниками.